# Бобер (БПЛА)
UJ-26 «Бобер» — український баражуючий боєприпас великої дальності виробництва «УкрДжет».

## Історія
Перші свідчення про БпЛА з'явились 2022 року, коли блогер Ігор Лаченков оголосив спільний збір з «Говор Хелп» на ударні БпЛА українського виробництва для ГУР.
11 травня 2022 року Ігор Лаченков продемонстрував фото цього апарату та заявив, що ворог уже зазнав втрат через нього.
Упродовж 2023—2024 років застосовувались для ударів по російській нафтовій інфраструктурі. На думку дослідника Кирила Данильченка («Ронін»), саме нафтопереробна промисловість дуже вразлива для безпілотників такого класу, що несуть мале бойове навантаження на велику відстань. Для цього початково були призначені й безпілотники іранського зразка (Shahed 131/136), застосовувані Росією, аналогом яких і є «Бобер».

## Опис
Бобер є українським еквівалентом іранського безпілотника Shahed 131, який широко використовувався росіянами під час вторгнення в Україну. Він побудований за аеродинамічною схемою качки, що дозволяє йому легше змінювати висоту і краще маневрувати в повітрі, і, як наслідок, підвищує його шанси вижити у ворожому середовищі ППО. Безпілотник є гвинтовим, оснащений двигуном внутрішнього згоряння, розташований у задній частині фюзеляжу.
| Назва                    | Значення          | Примітка    |
| ------------------------ | ----------------- | ----------- |
| Довжина                  | 2,5 метра         |             |
| Розмах крила             | 2,5 метра         |             |
| Дальність польоту        | До 800 кілометрів | [уточнити]  |
| Максимальний час польоту | 7 годин           | [ 8 ] [ 9 ] |
| Швидкість                | 200 км/год        |             |
| Вага                     | близько 150 кг    |             |
| Маса бойової частини     | 20 кг             |             |

Боєва частина КЗ-6.
У липні 2023 року Благодійний фонд Сергія Притули замовив за 200 мільйонів гривень (приблизно 5,4 млн доларів США) 50 одиниць цієї системи; один БпЛА коштує близько 108 тисяч доларів США.

## Бойове застосування
30 травня 2023 БпЛА цього типу були застосовані для завдання ударів по Москві та Підмосков'ю
30 серпня 2023 невідомими безпілотниками було атаковано аеродром у Пскові за 700 кілометрів від кордону України. Така дальність дозволяє припускати, що використовувались саме БпЛА «Бобер»
14 січня 2025 року Російські ЗМІ та пабліки писали про те, що нібито українські бойові дрони «Пекло» та «Бобер» атакували одразу 12 регіонів країни-окупанта.
1 липня 2025 року ГУР показало нічну атаку по ЗРГК “Панцирь-С1” разом з обслугою, РЛС “Ниобий-СВ”, берегової РЛС “Пєчора-3”, РЛС “Противник-ГЕ”, а також російського винищувача Су-30 на аеродромі в Саках.

## Оператори
- Україна